# Équipe d'Autriche masculine de handball
Maillots
Dernière mise à jour : 12 décembre 2021.
L'équipe d'Autriche masculine de handball représente la fédération autrichienne de handball lors des compétitions internationales, notamment aux Championnats d'Europe et aux Championnats du monde.

## Palmarès détaillé
Jeux olympiques à onze
- 1936 :  médaille d'argent

 Jeux olympiques
- 1972 à 2021 : aucune participation.
- 2024 : Non qualifié

Championnats du monde
- 1938 :  vice-champion
- 1958 : 11e place
- 1993 : 14e place
- 2011 : 18e place
- 2015 : 13e place
- 2019 : 19e place
- 2021 : 26e place

Championnats d'Europe
- 2010 : 9e place
- 2014 : 11e place
- 2016 : Non qualifié
- 2018 : 15e place
- 2020 : 8e place
- 2022 : 20e place
- 2024 : 8e place

## Personnalités liées à la sélection

### Effectif actuel
Les 17 joueurs sélectionnées pour disputer l'Euro 2024 sont :

### Statistiques
| Rang | Joueur              | Sél. |
| ---- | ------------------- | ---- |
| 1    | Ewald Humenberger   | 246  |
| 2    | Robert Weber        | 222  |
| 3    | Patrick Fölser      | 218  |
| 4    | Andreas Dittert     | 203  |
| 4    | Viktor Szilágyi     | 203  |
| 6    | Janko Božović       | 184  |
| 7    | Nikola Marinović    | 169  |
| 7    | Roland Schlinger    | 168  |
| 8    | Thomas Bauer        | 165  |
| 9    | Stefan Higatzberger | 163  |
| 11   | David Szlezak       | 157  |
| 12   | Dieter Ripper       | 153  |
| 13   | Michael Gangel      | 150  |

| Rang | Joueur            | Buts | Sel. | Moy. |
| ---- | ----------------- | ---- | ---- | ---- |
| 1    | Andreas Dittert   | 1089 | 203  | 5,4  |
| 2    | Robert Weber      | 973  | 222  | 4,4  |
| 3    | Viktor Szilágyi   | 907  | 203  | 4,5  |
| 4    | David Szlezak     | 667  | 157  | 4,2  |
| 5    | Roland Schlinger  | 595  | 168  | 3,5  |
| 6    | Konrad Wilczynski | 578  | 136  | 4,3  |
| 7    | Patrick Fölser    | 567  | 218  | 2,6  |
| 8    | Michael Gangel    | 459  | 150  | 3,1  |
| 9    | Janko Božović     | 512  | 184  | 2,7  |
| 10   | Nikola Bilyk      | 472  | 104  | 4?5  |
| 11   | Thomas Gangel     | 383  | 150  | 2,6  |
| 12   | Sebastian Frimmel | 341  | 104  | 3,3  |
| 13   | Dietmar Peissl    | 321  | ?    | ?    |
| 14   | Raul Santos       | 308  | 89   | 3,46 |

Remarque : la présence d'un autre drapeau indique des sélections dans l'équipe nationale en question avant la naturalisation autrichienne.

### Sélectionneurs
- inconnu : avant 2001
- Rainer Osmann : d'août 2001 à février 2008
- Dagur Sigurðsson  : de février 2008 à juillet 2010
- Magnus Andersson : de juin 2010 à juin 2011
- Patrekur Jóhannesson (en) : de novembre 2011 à mars 2019
- Aleš Pajovič : depuis mars 2019

## Confrontations contre la France
| Date            | Rencontres | Victoires | Nuls | Défaites | Buts pour | Buts contre | Différence |
| --------------- | ---------- | --------- | ---- | -------- | --------- | ----------- | ---------- |
| 24 janvier 1988 | 22         | 17        | 1    | 4        | 379       | 326         | +53        |
| 22 janvier 2024 | 37         | 31        | 1    | 5        | ???       | ???         | +??        |